# Kunir Kidul
Kunir Kidul is een bestuurslaag in het regentschap Lumajang van de provincie Oost-Java, Indonesië. Kunir Kidul telt 7876 inwoners (volkstelling 2010).